# One Little Independent Records
One Little Independent Records – brytyjska, niezależna wytwórnia płytowa, założona w 1985 przez członków anarcho-punkowego zespołu Flux Of Pink Indians.
Pierwszym wielkim sukcesem płytowym wytwórni były albumy islandzkiej grupy The Sugarcubes w 1988. Równie dobrze sprzedawały się albumy zespołów Kitchens of Distinction i The Shamen. Z wytwórnią One Little Indian podjęła współpracę Björk, wcześniej wokalistka The Sugarcubes. Dzięki temu wytwórnia ta należy do liczących się niezależnych wytwórni w Wielkiej Brytanii.